# Zuzanna Radecka

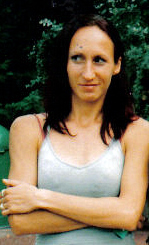
Zuzanna Radecka 2007

Zuzanna Radecka (Zuzanna Anna Radecka; * 2. April 1975 in Ruda Śląska) ist eine ehemalige polnische Sprinterin.
1999 gewann sie bei der Universiade in Palma Silber über 200 Meter und in der 4-mal-100-Meter-Staffel. Bei den Weltmeisterschaften in Sevilla erreichte sie über 200 Meter das Viertelfinale und kam mit der polnischen 4-mal-100-Meter-Stafette auf den siebten Platz. 2000 schied sie bei den Olympischen Spielen in Sydney über 200 Meter im Vorlauf und in der 4-mal-100-Meter-Staffel im Halbfinale aus.
Bei den Europameisterschaften 2002 in München holte sie mit dem polnischen Team in der 4-mal-400-Meter-Staffel die Bronzemedaille. 2004 wurde sie mit der polnischen 4-mal-400-Meter-Stafette Vierte bei den Hallenweltmeisterschaften in Budapest und Fünfte bei den Olympischen Spielen in Athen.
2007 kam sie mit dem polnischen Staffel-Team bei den Halleneuropameisterschaften in Birmingham auf den vierten Platz. Bei den Weltmeisterschaften in Ōsaka schied sie über 400 Meter im Vorlauf aus und belegte mit der 4-mal-400-Meter-Stafette den sechsten Rang.
1999 und 2000 wurde sie jeweils polnische Meisterin über 100 Meter, 200 Meter, 60 Meter in der Halle und 200 Meter in der Halle. 2007 holte sie den nationalen Titel über 400 Meter.

## Persönliche Bestzeiten
- 60 m (Halle): 7,28 s, 12. Februar 2000, Spała
- 100 m: 11,29 s, 4. August 2000, Krakau
- 200 m: 22,96 s, 24. August 1999, Sevilla
  - Halle: 23,36 s, 5. März 1999, Maebashi
- 400 m: 51,58 s, 25. Juni 2005, Biała Podlaska
  - Halle: 52,54 s, 2. März 2007, Birmingham